# Ulolonche modesta
Ulolonche modesta är en fjärilsart som beskrevs av Morrison 1874. Ulolonche modesta ingår i släktet Ulolonche och familjen nattflyn. Inga underarter finns listade i Catalogue of Life.